# هارولد ر. ديموس جونيور
هارولد ر. ديموس جونيور (بالإنجليزية: Harold R. DeMoss, Jr.)‏ هو قاضي أمريكي، ولد في 30 ديسمبر 1930 في هيوستن في الولايات المتحدة.